# Льюис, Кларенс Ирвинг
Кларенс Ирвинг Льюис (англ. Clarence Irving Lewis; 12 апреля 1883, Стонем, Массачусетс — 3 февраля 1964, Менло-Парк, Калифорния), обычно упоминаемый как К. И. Льюис (англ. C. I. Lewis), — американский академический философ. Считается родоначальником современной модальной логики и основателем концептуального прагматизма. Сначала был известным логиком, затем занялся эпистемологией, а в последние 20 лет своей жизни много писал об этике.
Газета New York Times отметила его как «ведущего авторитета в области символической логики и философских концепций знания и ценности». Льюис ввел термин «квалиа», который сегодня используется в философии, лингвистике и когнитивных науках.

## Биография
Льюис родился в Стонеме, штат Массачусетс. Его отец работал на обувной фабрике, и Льюис рос в достаточно скромных условиях. Он познакомился с философией в 13 лет, читая о греческих досократиках, в частности об Анаксагоре и Гераклите. Первым философским трудом, который, по воспоминаниям Льюиса, он изучал, была «Краткая история греческой философии» Джона Маршалла (1891).
Большое влияние на мышление Льюиса на протяжении всей его жизни оказал Иммануил Кант. В своей статье «Логика и прагматизм» Льюис писал: «Ничего сравнимого по важности не происходило [в моей жизни], пока я не познакомился с Кантом… Кант заставил меня. Он, как я чувствовал, следовал за скептицизмом до его неизбежной последней стадии и заложил фундамент там, где его нельзя было нарушить».
В 1902 году Льюис поступил в Гарвардский университет. Поскольку родители не могли помочь ему материально, он подрабатывал официантом, чтобы заработать на обучение. В 1905 году Гарвардский колледж присудил Льюису степень бакалавра искусств с отличием после всего лишь трех лет обучения, в течение которых тот поддерживал себя работой на полставки. Затем он один год преподавал английский язык в средней школе в Куинси, штат Массачусетс и ещё два года учился в Университете Колорадо. В 1906 году Льюис женился на Мейбл Максвелл Грейвс.
В 1908 году Льюис вернулся в Гарвард и начал работать над докторской диссертацией по философии, которую защитил всего за два года. Затем он преподавал философию в Калифорнийском университете в 1911-1920 годах, после чего вернулся на философский факультет Гарварда, где продолжил преподавать, заняв в итоге кафедру философии Эдгара Пирса, до выхода на пенсию в 1953 году. Его гарвардский курс по первой «Критике» Канта был одним из самых известных в США среди студентов-философов.
В жизни Льюиса были и тяжёлые испытания. Его дочь умерла в октябре 1932 года, а в 1933 году у него случился сердечный приступ.
Тем не менее, публикации Льюиса в 1929 году и совместные работы Льюиса и Лэнгфорда в 1932 году свидетельствуют о том, что это время было весьма продуктивным периодом его жизни. Также в 1929 году он был избран в Американскую академию искусств и наук, а в 1933 году председательствовал в Американской философской ассоциации. В 1942 он был избран в Американское философское общество.
С 1957 по 1958 годах Льюис принял должность приглашенного профессора в Стэнфорде, где в последний раз читал свои лекции. В 1959-1960 учебном году был стипендиатом Центра перспективных исследований при Уэслианском университете.

## Философская работа

### Логика
Льюис изучал логику под руководством своего будущего научного руководителя по докторской диссертации Джосайи Ройса и стал одним из главных архитекторов современной философской логики.
В 1912 году, через два года после выхода первого тома «Principia Mathematica», Льюис начал публиковать статьи, в которых не соглашался с повсеместным использованием в «Principia» материальной импликации, а точнее, с тем, что Бертран Рассел читал «a→b» как «a подразумевает b». Льюис повторил эту критику в своих рецензиях на оба издания «Principia Mathematica» и это стало основой для репутации Льюиса как многообещающего молодого логика.
Материальная импликация (правило умозаключения, утверждающее, что утверждение «P подразумевает Q» эквивалентно утверждению «Q ИЛИ не P») позволяет истинному следствию следовать из ложного антецедента. Так, если P не истинно, то Q может быть истинным, поскольку вы только указали, что подразумевает истинное P, но не указали, что подразумевается, если P не истинно.
Льюис предложил заменить использование материальной импликации при обсуждении логики термином «строгая импликация», согласно которому из (случайно) ложного антецедента, который ложен, но мог бы быть истинным, не всегда строго следует (случайно) истинное следствие, которое истинно, но могло бы быть ложным. Подразумевается тот же логический результат, но в более ясной и четкой форме. Утверждая строго, что P подразумевает Q, мы явно не указываем, что подразумевает неистинное P. Поэтому если P не истинно, то Q может быть истинным, но может быть и ложным.
В отличие от материальной импликации, в строгой импликации высказывание не является примитивным — оно определяется не в положительных терминах, а скорее в комбинированных терминах отрицания, конъюнкции и префиксального унарного интенционального модального оператора,{\displaystyle \Diamond }. Ниже приводится его формальное определение:
Если X — формула с классическим бивалентным истинностным значением
(которое должно быть либо истинным, либо ложным),
то {\displaystyle \Diamond }X можно прочитать как «X возможно истинно».
Затем Льюис определил «A строго подразумевает B» как «{\displaystyle \neg \Diamond }(A{\displaystyle \land \neg }B)».
Строгая импликация Льюиса сейчас является историческим курьезом, но формальная модальная логика, в которой он обосновал это понятие, является родоначальницей всех современных работ по этой теме.
Предложенная Льюисом нотация {\displaystyle \Diamond } до сих пор является стандартной, но в современной практике обычно используется её двойник, квадратичная нотация {\displaystyle \square }, означающая «необходимость», которая выражает примитивное понятие, в то время как ромбовидная нотация, {\displaystyle \Diamond }, оставляется как определённое (производное) значение. С квадратной нотацией «A строго подразумевает B» записывается просто как {\displaystyle \square }(A→B), явно указывая на то, что мы подразумеваем истинность B только тогда, когда A истинно, и ничего не подразумеваем о том, когда B может быть ложным, или что подразумевает A, если оно ложно, и в этом случае B может быть ложным или, с тем же успехом, истинным.
Первую монографию Льюиса о достижениях в логике со времен Лейбница «A Survey of Symbolic Logic» (1918), завершающую серию статей, написанных с 1900 года, перестали печатать после продажи нескольких сотен экземпляров. На момент публикации она включала единственное обсуждение на английском языке логических трудов Чарльза Сандерса Пирса. Эта книга следовала за монографией Рассела о Лейбнице 1900 года, и в более поздних изданиях Льюис убрал раздел, который казался похожим на неё.
Льюис продолжил разработку модальной логики, которую он описал в своей следующей книге «Символическая логика» (1932) как возможный формальный анализ алетических модальностей, таких способов логической истины, как необходимость, возможность и невозможность.
В течение многих лет было написано несколько дополненных версий его первой книги «Обзор символической логики», обозначенных как S1 — S5. Причем последние две, S4 и S5, вызвали большой математический и философский интерес, сохраняющийся до сих пор, и стали началом для области нормальной модальной логики.

### Прагматик, но не позитивист
Примерно в 1930 году, когда немецкие и австрийские философы, бежавшие из Европы от нацистской Германии, привезли в Америку логический эмпиризм, американская философия пережила переломный момент.
Эта новая доктрина с её акцентом на научные модели познания и логический анализ смысла вскоре стала доминирующей, бросив вызов американским философам, таким как Льюис, которые придерживались натуралистического или прагматического подхода.
Льюиса воспринимали как логического эмпирика, но на самом деле он расходился с этим направление по некоторым основным пунктам, отвергая логический позитивизм, который представляет собой представление о том, что все подлинное знание выводится исключительно из чувственного опыта, интерпретируемого с помощью разума и логики, а также отвергая физикализм с его представлением о том, что разум вместе с его опытом фактически эквивалентен физическим сущностям, таким как мозг и тело. Он считал, что опыт следует анализировать отдельно, и что семиотическая ценность действительно имеет когнитивное значение.
Размышляя о различиях между прагматизмом и позитивизмом, Льюис разработал понятие «когнитивной структуры», придя к выводу, что любое значимое знание должно быть получено из опыта. Семиотическое значение, соответственно, является способом представления этого знания, которое хранится для принятия решения о будущем поведении.
Основатель прагматизма Чарльз Сандерс Пирс рассматривал мир как систему знаков. Поэтому научные исследования были отраслью семиотики, нуждающейся в анализе и обосновании в семиотических терминах прежде проведения экспериментов, а значение смысла должно быть понято, прежде чем что-то ещё может быть «объяснено». Это включало в себя анализ и изучение того, чем является сам опыт. В книге «Разум и миропорядок» (1929) Льюис объяснил, что «прагматический тест» Пирса следует понимать с ограничением, в котором сам автор предписывал значение только тому, что делает проверяемое различие в опыте, хотя опыт субъективен.
Годом позже, в книге «Прагматизм и современная мысль» (1930), Льюис повторил это, но подчеркнул субъективность опыта. Концепты. Согласно объяснению Льюиса, приведенному Пирсом, — это абстракции, в которых необходимо учитывать опыт, а не какую-либо «фактическую» или «непосредственную» истину.
Проверка достоверности восприятия достигается путем проведения сравнительных тестов. Например, если один человек воспринимает время или вес в два раза больше, чем другой, эти два восприятия никогда не будут по-настоящему сопоставимы. Таким образом, концепт — это реляционный паттерн.
Тем не менее, проверяя физические атрибуты, которые каждый из двух людей приписывает своему опыту, в данном случае вес и время в физических единицах, можно проанализировать некоторую часть опыта, и не стоит отбрасывать этот очень важный аспект мира и то, как он переживается.
В одном смысле, коннотационном, понятие в строгом смысле слова представляет собой не что иное, как абстрактную конфигурацию отношений. В другом смысле, денотативном или эмпирическом, это значение наделяется процессом, который, как правило, начинается с чего-то данного и заканчивается чем-то сделанным в операции, превращающей представленные данные в инструмент предсказания и контроля.
Таким образом, знание начинается и заканчивается в опыте, не забывая о том, что начало и конец опыта различны.
Более того, согласно интерпретации Льюиса, которую дает Пирс, знание о чём-то требует, чтобы сам подтверждающий опыт также был реально пережитым.
Для прагматиста верифицируемость как операциональное определение (или тест) эмпирического значения высказывания требует, чтобы говорящий знал, как применять это высказывание, когда не применять его, и что говорящий сможет проследить последствия высказывания в ситуациях как реальных, так и гипотетических.
Льюис решительно возражал против позитивистской интерпретации ценностных высказываний как просто «экспрессивных», лишенных какого-либо когнитивного содержания.
В своем эссе 1946 года «Логический позитивизм и прагматизм» Льюис изложил как свою концепцию смысла, так и тезис о том, что оценка — это форма эмпирического познания. Он не соглашался с верификационизмом и предпочитал термин «эмпирическое значение», утверждая, что прагматизм и логический позитивизм являются формами эмпиризма.
Льюис также утверждал, что между внешне схожими понятием прагматического смысла и логико-позитивистским требованием верификации существует глубокое различие.
По мнению Льюиса, прагматизм в конечном счете основывает своё понимание смысла на мыслимом опыте, в то время как позитивизм сводит связь между смыслом и опытом к вопросу логической формы. Таким образом, по мнению Льюиса, позитивистский взгляд как раз опускает необходимое эмпирическое значение, как его называет прагматист.
Указание на то, какие наблюдательные утверждения следуют из данного предложения, помогает нам определить его эмпирическое значение только в том случае, если сами наблюдательные утверждения имеют уже понятное значение в терминах опыта, к которому они относятся.
По мнению Льюиса, логические позитивисты не смогли провести различие между «лингвистическим» значением как логическими отношениями между терминами, и «эмпирическим» значением как отношениями, которые должны испытывать выражения. (В терминологии Карнапа и Чарльза У. Морриса эмпирическое значение относится к прагматике, а лингвистическое — к семантике). Льюис выступает против логических позитивистов, которые закрывают глаза именно на то, что должным образом подтверждает предложение, а именно — на содержание опыта.

### Эпистемология
Работа Льюиса «Разум и миропорядок» (1929) сегодня рассматривается как одна из самых важных работ XX века в области эпистемологии. С 2005 года, после выхода книги Мюррея Мерфи о Льюисе и прагматизме, Льюис был включен в число американских прагматистов. Философ был одним из ранних сторонников когерентизма, особенно в том виде, в котором он опирается на наблюдения за вероятностью, например, на те, которые отстаивал Томас Байес.
Льюис был первым, кто использовал популяризированный его аспирантом Нельсоном Гудманом термин «квалиа» в его общепринятом современном значении.
Для Льюиса постижение разумом различных возможных миров опосредовано фактами. Льюис определяет факт как «то, что пропозиция (некоторая действительная или возможная пропозиция) обозначает или утверждает». Для Льюиса факты, в отличие от объектов, являются единицами нашего знания, и факты способны вступать в инференциальные отношения с другими фактами, так что один факт может подразумевать или исключать другой. Факты соотносятся друг с другом так, что могут образовывать системы, описывающие возможные миры, но сами факты имеют одинаковые логические отношения независимо от того, является мир действительным или нет. Льюис говорит: «…логические отношения фактов не меняются от их актуальности или неактуальности, так же как логические отношения предложений не зависят от их истинности или ложности».

### Этика и эстетика
Поздние работы Льюиса по этике включают монографии «Льюис» (1955, 1957) и посмертный сборник «Льюис» (1969). С 1950 года и до самой смерти он написал множество черновиков глав предполагаемого трактата по этике, который он не довел до завершения. Эти черновики включены в документы Льюиса, хранящиеся в Стэнфордском университете.
«Льюис» (1947) содержит две главы, посвященные эстетике и философии искусства.

### Наследие
Работы Льюиса последних лет жизни остаются в тени, хотя в них автор подробно излагал свои идеи. Его можно понимать и как позднего прагматика, и как раннего философа-аналитика, и у него были ученики такого уровня, как Брэнд Бланшард, Нельсон Гудмен и Родерик Чисхолм. При этом сам Льюис под конец жизни критиковал как позитивистов в лице Карла Гемпеля, называя послевоенную философию «жалким бизнесом», так и аналитических философов, характеризуя их как «болтливых семантиков».
Отношение же к наследию самого Льюиса разнится. Мюррей Мерфи назвал его «последним великим прагматиком» и в своей работе в большей степени поддерживал, стараясь показать актуальной идей философа, хотя и подвергая часть его суждений критике. По мнению Джоэла Айзека, значимость Льюиса полностью зависит от правоты его идей и тот же Мерфи именно для подтверждения значимости философа старается актуализировать его вклад. Поэтом Айзек считает некоторое забвение, в котором находится Льюиса, оправданным из-за пренебрежения последним социальных проблем и проблем общественности. Вопросы, с которыми работал философ, потеряли связь с невзгодами общественной жизни.
Десять лекций и коротких статей, которые Льюис подготовил в 1950-х годах, были собраны и отредактированы Джоном Ланге в 1969 году. Сборник «Ценности и императивы: Исследования в области этики» был опубликован издательством Стэнфордского университета.
Репутации Льюиса способствует интерес к его вкладу в символическую логику, бинарные отношения, модальную логику и развитие прагматизма в американской философии.
В библиотеках Стэнфордского университета хранится 11,5 линейных футов (3,5 метра) документов, оставленных Льюисом.

## Работы
- 1912: «Импликация и алгебра логики». Mind, том 21, номер 84, 1912, стр. 522-31., с помощью Internet Archive
- 1918: A Survey of Symbolic Logic с помощью Internet Archive[29]. Частично переиздано Dover в 1960 году.
- 1926: The Pragmatic Element in Knowledge, Howison Lecture, с помощью Internet Archive
- 1929. Mind and the World Order: Outline of a Theory of Knowledge. Переиздание выпущено Dover в 1956. С помощью Internet Archive
- 1932: Lewis, C.I. Symbolic Logic / C.I. Lewis, Cooper Harold Langford. — 2. — Dover Publications, 1959. — ISBN 0-486-60170-6.
- 1946: An Analysis of Knowledge and Valuation, Open Court, с помощью Internet Archive
- 1955: The Ground and Nature of the Right. Columbia Univ. Press.
- 1957: Our Social Inheritance. Indiana Univ. Press.
- 1970: Collected Papers, редакторы J. D. Goheen и J. L. Mothershead Jr., Stanford University Press.

### Комментарии
1. ↑  единичного
2. ↑  истинных
3. ↑  передающих субъективное отношение говорящего к содержанию или адресату речи
4. ↑  Когерентность (в философии) — принцип, заключающийся в утверждении, что всё существующее находится во взаимосвязи.
5. ↑  Инференция (в лингвистической прагматике) — умозаключение, формируемое участниками коммуникации в процессе интерпретации получаемых сообщений.